# Ak Bars Arena
Ak Bars Arena (ryska: Ак Барс Арена) är en fotbollsarena i Tatarstans huvudstad Kazan i Ryssland. Arenan öppnade i juli 2013 inför Sommaruniversiaden och användes då till friidrott och ceremonier. Arenan kommer fortsättningsvis att användas för fotbollsmatcher i ryska Premjer-Liga, då särskilt för Rubin Kazans hemmamatcher.
 Kazan Arena ersatte därmed Rubins äldre Centralstadion. Namnbytet till Ak Bars Arena gjordes 7 november 2019.
Världsmästerskapen i simsport 2015 kom delvis att avgöras på arenan; under mästerskapet fanns två temporära 50-metersbassänger på fotbollsplanen. Confederations Cup 2017 och världsmästerskapet i fotboll 2018 avgjordes delvis här. 